# Andrzej Ruciński (polityk)
Andrzej Ruciński (ur. 15 października 1958 w Kłodawie) – polski polityk, przedsiębiorca, menedżer, działacz sportowy, rolnik, poseł na Sejm V kadencji.

## Życiorys

### Wykształcenie i praca zawodowa
Posiada wyższe wykształcenie (w 2002 ukończył studia na Wydziale Zarządzania i Marketingu Szkoły Wyższej im. Pawła Włodkowica w Płocku).
W latach 1973–1978 pracował jako murarz w Kutnowskim Przedsiębiorstwie Budowlanym, a następnie jako kierownik w Rolniczej Spółdzielni Produkcyjnej w Kole. W latach 1979–1982 był sztygarem w Kopalni Soli w Kłodawie, a przez kolejne dwa lata pracował w Przedsiębiorstwie Górnictwa Surowców Chemicznych „HYDROKOP”.
Od 1984 prowadzi własną działalność gospodarczą (jest właścicielem firmy budowlanej i 73-hektarowego gospodarstwa rolnego). Od 1995 należy do Kłodawskiego Towarzystwa Gospodarczego, a od 2004 także do Kolskiej Izby Gospodarczej. W latach 2007–2008 wchodził w skład zarządu klubu sportowego Górnik Kłodawa.

### Działalność polityczna
Od 1994 do 2002 był radnym i wiceprzewodniczącym rady gminy Kłodawa. Szefował zarządom wojewódzkim Bezpartyjnego Bloku Wspierania Reform (1993–1994) i Partii Republikanie (1994–1995) w Koninie. W wyborach parlamentarnych w 1993 bez powodzenia ubiegał się o mandat poselski z ramienia BBWR. W 1998 wstąpił do partii Przymierze Samoobrona (działającej od 2000 pod nazwą Samoobrona Rzeczpospolitej Polskiej). Zasiadał we władzach wojewódzkich tej partii. W wyborach samorządowych w 2002 ubiegał się z ramienia KWW „Pojednanie” o urząd burmistrza Kłodawy. Z wynikiem 4,56% głosów zajął ostatnie miejsce spośród sześciu kandydatów. Od 2001 do 2005 był asystentem posła Alfreda Budnera.
W wyborach w 2005 z listy Samoobrony RP uzyskał mandat poselski w okręgu konińskim liczbą 2366 głosów. W Sejmie był członkiem Komisji Gospodarki oraz Komisji Rozwoju Przedsiębiorczości. We wrześniu 2006 wystąpił z Samoobrony RP i następnie, do grudnia 2006, należał do nowo powstałego klubu parlamentarnego Ruch Ludowo-Narodowy.
W kwietniu 2007 wstąpił do Prawa i Sprawiedliwości. W wyborach parlamentarnych w tym samym roku z listy PiS bez powodzenia ubiegał się o reelekcję (otrzymał 3814 głosów). W 2008 wystąpił z tej partii i przeszedł do Stronnictwa „Piast”. W 2009 był kandydatem komitetu Libertas w wyborach do Parlamentu Europejskiego; otrzymał 818 głosów. W 2018 bez powodzenia kandydował do rady powiatu kolskiego z ramienia ugrupowania Wolni i Solidarni.

## Życie prywatne
Jest żonaty, ma troje dzieci.